# Gints Zilbalodis
Gints Zilbalodis (Riga, 13 de abril de 1994) es un cineasta y animador letón, ganador de un Premio Óscar por la película Flow.

## Biografía
Formado en bellas artes por la Escuela Superior Janis Rozentals de Riga, comenzó a estudiar animación 3D y composición musical de forma autodidacta.
Después de haber dirigido siete cortometrajes, estrenó su primer largometraje Away (Projām) en 2019. Esta película se produjo con Maya y fue escrita, dirigida y rodada íntegramente por el propio director. Away obtuvo el Premio Contrechamp a la mejor película en el Festival de Annecy y fue nominada al Premio Annie por su banda sonora.
En 2022 comenzó a trabajar en su segundo largometraje, Flow (Straume), protagonizado por un gato que debe asociarse con otros animales para sobrevivir en un escenario apocalíptico. A diferencia de sus obras anteriores, Zilbalodis colaboró esta vez con un equipo profesional encabezado por el productor Matīss Kaža y con ayuda de los estudios Sacrebleu Productions (Francia) y Take Five (Bélgica). La animación fue renderizada por completo con Blender y no tiene diálogos, de igual modo que Away.
Flow se estrenó el 22 de mayo de 2024 en la sección Un Certain Regard del Festival Internacional de Cannes, y tuvo un recorrido destacado entre la crítica especializada y en el circuito de festivales de cine. La obra firmó dos nominaciones en la 97.ª edición de los Premios Óscar y se llevó el galardón a la «mejor película de animación», el primer Óscar en la historia del cine de Letonia. Dos meses antes obtuvo el Premio Globo de Oro en la misma categoría, convirtiéndose en la primera cinta europea que lo lograba. También logró cuatro galardones en el Festival de Annecy, entre ellos el «premio del Jurado» y el «premio del Público».
En abril de 2025, Zilbalodis y el equipo de Flow fueron condecorados con la Orden de las Tres Estrellas por su contribución a la cultura de Letonia.

## Obra

### Cortometrajes
- Rush (2010)[10]
- Aqua (2012)[11]
- Clarity (2012)[12]
- Priorities (2014)[13]
- Followers (2014)[14]
- Inaudible (2015)[15]
- Oasis (2017)[16]

### Largometrajes
- Away (Projām, 2019)[17]
- Flow (Straume, 2024)[18]
- Limbo (TBA)[19]